# Clear Island
Clear Island est une île située en mer Celtique, au sud-ouest de l'Irlande.

## Histoire
L'île est connue comme le lieu de naissance de Saint Ciarán. La population de l'île était de 1052 personnes avant la Grande famine, en 2006 elle dépasse à peine 10 % de ce nombre. Chaque premier week-end de septembre depuis 1994, Clear Island accueille le « Cape Clear Island Storytelling Festival International » (Festival international de Conte de Cape Clear Island).
Son phare a été remplacé, en 1854, par celui du Fasnet sur Fastnet Rock situé à 6 800 m au sud-ouest.

### Sources
- (en) Cet article est partiellement ou en totalité issu de l’article de Wikipédia en anglais intitulé « Cape Clear Island » (voir la liste des auteurs).